# 斯皮什城堡

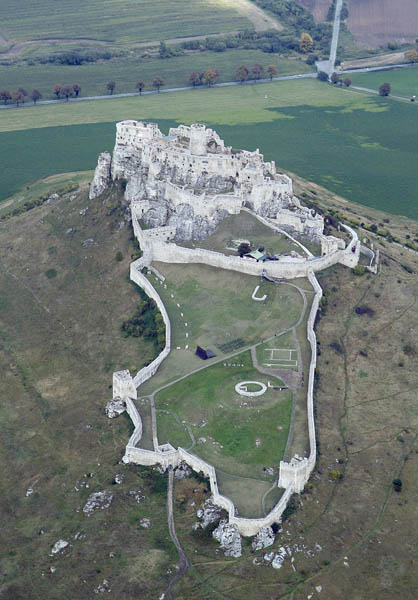
鳥瞰斯皮什城堡

斯皮什城堡（Spišský hrad）是位於斯洛伐克東部普雷紹夫州斯皮什斯凱波德赫拉傑郊外的一座城堡。斯皮什城堡雖然現在是一座廢墟，但其是中歐最大的城堡之一。斯皮什城堡建於12世紀。在現在斯皮什城堡的所在地曾建有斯拉夫人的城堡。1464年之前，斯皮什城堡在名義上屬匈牙利王國所有。1780年，城堡遭遇大火，之後化為廢墟。1945年後被捷克斯洛伐克政府接収。1970年之後，開始了城堡的調查和修復工作。1993年之後則是斯洛伐克政府的所有地。1993年，斯皮什城堡以斯皮什城堡及相關文化古蹟群名稱列入世界文化遺產。2006年，有約17萬名遊客到訪斯皮什城堡。

## 外部連結
- Tourist information about Spiš Castle and nearby Dreveník （页面存档备份，存于）
- History of Spiš Castle （页面存档备份，存于）